# Ideoblothrus occidentalis
Espèce
Synonymes
- Ideobisium occidentale Beier, 1959

Ideoblothrus occidentalis est une espèce de pseudoscorpions de la famille des Syarinidae.

## Distribution
Cette espèce est endémique du Congo-Kinshasa. Elle se rencontre vers Kisantu.

## Systématique et taxinomie
Cette espèce a été décrite sous le protonyme Ideobisium occidentale par Beier en 1959. Elle est placée dans le genre Ideoblothrus par Muchmore en 1982.

## Publication originale
- Beier, 1959 : Pseudoscorpione aus dem Belgischen Congo gesammelt von Herrn N. Leleup. Annales du Musée du Congo Belge, Sciences Zoologiques, vol. 72, no 8, p. 5-69.